# Sone Aluko
Omatsone Aluko, meglio noto come Sone Aluko (Londra, 19 febbraio 1989), è un ex calciatore inglese naturalizzato nigeriano, di ruolo attaccante o centrocampista.

## Biografia
Eniola, sorella maggiore di Sone, è anch'ella calciatrice e difende i colori della Nazionale di calcio femminile dell'Inghilterra.

## Caratteristiche tecniche
Gioca come esterno destro di centrocampo, è dotato di una grande velocità e buon dribbling. Inoltre vede abbastanza bene la porta.

## Carriera

### Club
Ha mosso i primi passi a livello professionistico nel Birmingham City, senza collezionare presenze ufficiali. Viene ceduto in prestito all'Aberdeen per la stagione 2007-2008 e, dopo esser stato acquistato dalla squadra scozzese a titolo definitivo nell'agosto 2008, viene ceduto in prestito per la stagione 2008-2009 al Blackpool, collezionando una presenza ufficiale. Al termine del prestito, fa ritorno in Scozia, dove gioca fino al luglio 2011, termine di scadenza del suo contratto. Nel novembre 2011 si accasa ai Rangers firmando un contratto biennale.
Il 25 marzo 2012 segna il gol d'apertura nell'Old Firm contro il Celtic, partita che terminerà 3-2 per la compagine protestante di Glasgow. A causa della pesante crisi economica della sua squadra si svincola dai Rangers. Il 29 agosto 2017 passa al Reading a titolo definitivo.

### Nazionale
Il 29 maggio 2009 risponde alla convocazione della nazionale maggiore nigeriana, dopo aver militato in nelle rappresentative giovanili dell'Inghilterra. Ha giocato 61 minuti contro l'Irlanda.